# Bomolocha nigrescens
Bomolocha nigrescens är en fjärilsart som beskrevs av Draeseke 1928. Bomolocha nigrescens ingår i släktet Bomolocha och familjen nattflyn. Inga underarter finns listade i Catalogue of Life.

## Bildgalleri

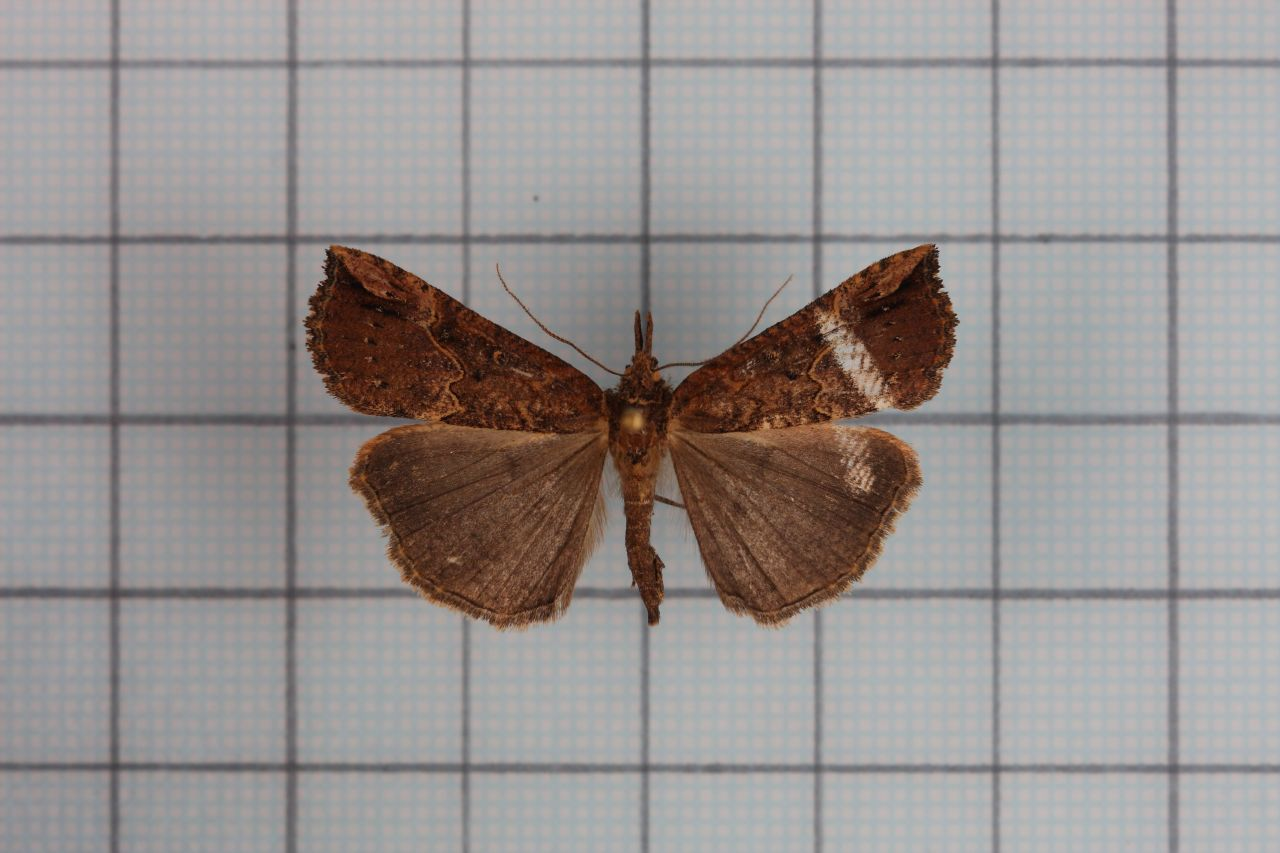